# 酒直台
酒直台（さかなおだい）は、千葉県印旛郡栄町の町丁。現行行政地名は酒直台一丁目および酒直台二丁目。郵便番号270-1514。

## 地理
周囲は酒直に隣接している。

## 世帯数と人口
2017年（平成29年）11月1日現在の世帯数と人口は以下の通りである。
| 丁目         | 世帯数  | 人口    |
| ------------ | ------- | ------- |
| 酒直台一丁目 | 271世帯 | 610人   |
| 酒直台二丁目 | 239世帯 | 516人   |
| 計           | 510世帯 | 1,126人 |

## 小・中学校の学区
町立小・中学校に通う場合、学区は以下の通りとなる。
| 地域         | 小学校           | 中学校           |
| ------------ | ---------------- | ---------------- |
| 酒直台一丁目 | 栄町立酒直小学校 | 栄町立栄東中学校 |
| 酒直台二丁目 | 栄町立酒直小学校 | 栄町立栄東中学校 |

## 施設

### 一丁目
- 酒直区第2集会所
- 酒直幼稚園
- 酒直台児童公園
- 雨堤児童公園

### 二丁目
- 長門川水道企業団酒直配水場
- 向台児童公園
- 船戸児童公園

## 交通

### 道路
- 主要地方道
  - 千葉県道18号成田安食線